# Спасо-Преображенская церковь (Зилаир)
Спасо-Преображенская церковь — православный храм в Зилаире. Административно принадлежит Бирской епархии Башкортостанской митрополии. Один из красивейших храмов Республики Башкортостан.

## История
Храм был построен между 1837 и 1846 годами владельцем Воскресенского и Преображенского заводов М. В. Пашковым. Большую роль в обустройстве храма сыграла сестра М. В. Пашкова, которой были приглашены художники, расписавшие интерьер, создан церковный хор. Центральный колокол, весом 246 пудов, был отлит на заводе местными мастерами. После закрытия церкви в 1961-62 годах, ее помещения использовались для различных нужд, в частности, располагался кинотеатр. В 1990 году здание было передано общине верующих.
Храм реконструируется: в 2004 году восстановлена колокольня, в 2021 году установлен купол с крестом.
Настоятель протоиерей Димитрий Краснухин.